# العلاقات الأنغولية الغينية
العلاقات الأنغولية الغينية هي العلاقات الثنائية التي تجمع بين أنغولا وغينيا.

## مقارنة بين البلدين
هذه مقارنة عامة ومرجعية للدولتين:
| وجه المقارنة                                              | أنغولا           | غينيا       |
| --------------------------------------------------------- | ---------------- | ----------- |
| المساحة (كم2)                                             | 1.25 مليون       | 245.86 ألف  |
| عدد السكان (نسمة)                                         | 29.78 مليون      | 12.72 مليون |
| الكثافة السكانية (ن./كم²)                                 | 23.82            | 51.74       |
| العاصمة                                                   | لواندا           | كوناكري     |
| اللغة الرسمية                                             | اللغة البرتغالية | لغة فرنسية  |
| العملة                                                    | كوانزا أنغولي    | فرنك غيني   |
| الناتج المحلي الإجمالي (بليون دولار)                      | 124.21 مليار     | 10.50 مليار |
| الناتج المحلي الإجمالي (تعادل القوة الشرائية) بليون دولار | 184.83 مليار     | 15.24 مليار |
| الناتج المحلي الإجمالي الاسمي للفرد دولار أمريكي          | 4.10 ألف         | 531         |
| الناتج المحلي الإجمالي للفرد دولار أمريكي                 |                  | 1.22 ألف    |
| مؤشر التنمية البشرية                                      | 0.533            | 0.411       |
| رمز المكالمات الدولي                                      | +244             | +224        |
| رمز الإنترنت                                              | .ao              | .gn         |
| المنطقة الزمنية                                           | ت ع م+01:00      | 00          |

## منظمات دولية مشتركة
يشترك البلدان في عضوية مجموعة من المنظمات الدولية، منها:
| علم المنظمة | اسم المنظمة                                 | تاريخ انضمام أنغولا | تاريخ انضمام غينيا |
| ----------- | ------------------------------------------- | ------------------- | ------------------ |
|             | الاتحاد الأفريقي                            | 11 فبراير 1979      | 1963               |
|             | منظمة حظر الأسلحة الكيميائية                | ?                   | ?                  |
|             | البنك الإفريقي للتنمية                      | ?                   | ?                  |
|             | منظمة التجارة العالمية                      | ?                   | 25 أكتوبر 1995     |
|             | منظمة الشرطة الجنائية الدولية               | ?                   | ?                  |
|             | الأمم المتحدة                               | 1 ديسمبر 1976       | 12 ديسمبر 1958     |
|             | يونسكو                                      | 11 مارس 1977        | 2 فبراير 1960      |
|             | البنك الدولي للإنشاء والتعمير               | 19 سبتمبر 1989      | 28 سبتمبر 1963     |
|             | وكالة ضمان الاستثمار متعدد الأطراف          | 19 سبتمبر 1989      | 5 أكتوبر 1995      |
|             | مؤسسة التنمية الدولية                       | 19 سبتمبر 1989      | 26 سبتمبر 1969     |
|             | مؤسسة التمويل الدولية                       | 19 سبتمبر 1989      | 22 أكتوبر 1982     |
|             | الاتحاد البريدي العالمي                     | ?                   | ?                  |
|             | مجموعة دول أفريقيا والكاريبي والمحيط الهادئ | ?                   | ?                  |

## وصلات خارجية
- موقع وزارة الخارجية الأنغولية